# Coleochaetophyceae
A Coleochaetophyceae a Streptophyta embriós növényekkel rokon osztálya (csak a Zygnematophyceae közelebbi). 35 ismert fajuk van, elsősorban édesvízben élnek perifitonként a vízinövények, műanyag zacskók és kavicsok felszínén az édesvízi tavak sekély littorális zónájában. Kis (<200 μm) lemezes vagy fonalas fajok valós többsejtű szerveződéssel, ivaros és ivartalan szaporodással. A lemezek kétdimenziós szerveződésen túl nem fejlődnek. Mitogenomjuk a Streptophyta moszatai közt a legintrongazdagabb.
Korábban tekintették az embriós növények testvércsoportjának, azonban kiderült, hogy a Streptophyta egy másik tagja a testvércsoport.

## Leírás
E többsejtű élőlények kis párnákként jelennek meg elágazó szárakkal. Ezek heterotrich (eltérő kinézetű álló szálakból felépülő) elágazó, középen növekvő hajtások. A rögzítést adhéziós gyökér biztosítja. Vannak heterotrich vagy akár homotrich álló hajtásra redukált fajai is. Egyes heterotrich hajtásformák lemezt alkotnak az alapon, (például a Coleochaete orbicularis vagy a Coleochaete scutata esetén). Csillói (seta) vannak, mint például a Chaetosphaeridiophyta csoportnak, ezek a citoplazmából eredő nyúlványok védelmi céllal, hosszuk akár a sejttest hosszának 100-szorosa is lehet. Alapjuk elkülönül a nyílástól, innen a nevük. Így a Chaetosphaeridiophytát tekintették a Coleochaetophyceae tagjának morfológia alapján. Sejtjeik 1 egypirenoidos kloroplasztisszal rendelkeznek az Anthocerophyta csoporthoz hasonlóan.

## Életciklus
Haplodiploid digenetikus életciklusuk van a gametofiton fázisnál egyszerűbb sporofiton fázissal. Oogámak (például Coleochaete) vagy legalábbis erősen anizogámak. A petesejtek hajszál alakú kiemelkedést bocsátanak ki, ez a megtermékenyítésre kész állapotban megszűnik, és a színtelen kétostorú anterozoidokat vonzó anyagokat bocsát ki. Ezek az anteridiális ágaktól mutatnak, és a szál által alkotott csőbe kerülhet. Megtermékenyítés után tardív kariogámia történik. Egyes fajai egy-, mások kétlakiak, ez a populáció változatossága terén előny, de hátrányos, ha a hím- és nőivarú egyedek túl messze vannak. Nyár végén szaporodnak. Az embriós növényekkel több hasonlóságot mutatnka, például hogy a zigóta a női gametangiumban marad. A zigóta a megtermékenyítés után amidonok és lipidek felhalmozódásával nő. A perifériás vegetatív sejtek kéregsejtágyat alkotva osztódnak. Tápanyagok, például aminosavak, cukrok transzfere történik a gametofiton és az embrió közt, mint az embriós növényeknél. A meiózis gyors, a növekedési fázis során történik, és több mitózis követi, 8 kétostorú haploid meiospórát (zoospóra) adva, melyek lemezes ágyat alkotnak. Minden zoospóra azonos egyedet ad.

## Ökológia
A Coleochaetophyceae édesvízben vagy sekély littorális zónákban él, néhány fajuk sós vízben is él. A Scirpus vagy a Potamogeton epifitonjai vagy ásványi szubsztráton élnek.

## Rendek és családok
Az AlgaeBase és az ITIS szerint:

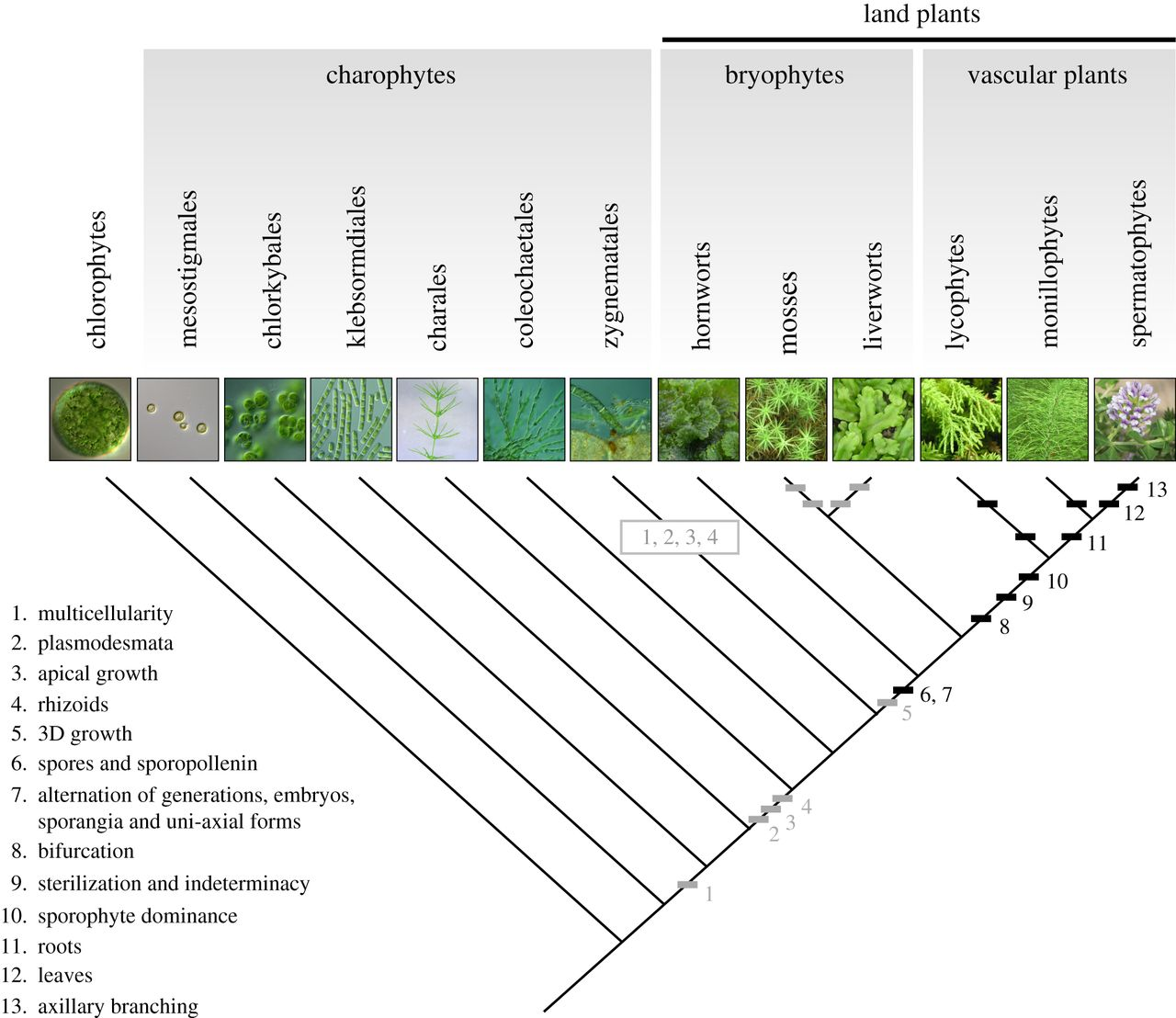
Az elsődleges szerkezetek és a szerveződési szintek fejlődése a növényeknél. A Charales és testvércsoportjuk, a Coleochaetales közös jellemzői (plazmodezma, hajtásfejlődésnek kedvező mitózisok, a jobb hőszabályozást és a homeohidriát biztosító parenchima, a növényeket az ultraibolya sugárzástól és a fotooxidációtól védő flavonoidok, a száradástól védő kutin prekurzora, az állást biztosító és az ereket védő lignin, melyek hozzájárultak a szárazföldi megjelenéshez.

- ordo Chaetosphaeridiales Marin et Melkonian
  - familia Chaetossphaeridiaceae Marin et Melkonian
- ordo Coleochaetales Chadefaud
  - familia Coleochaetaceae Nägeli

A Biotechnológiai Információk Nemzeti Központja (NCBI) szerint:
- ordo Coleochaetales
  - familia Chaetosphaeridiaceae
  - familia Coleochaetaceae

## Genomika

### Mitokondriális
Első szekvenált mtDNS-ű tagja a Chaetosphaeridium globosum, ennek mtDNS-ét 2002-ben szekvenálták, hossza 56 574 bp.
A Coleochaete scutata mitokondriális genomját 2019-ben szekvenálták, hossza 242 024 bp, de közel ugyanazok a génjei. 67 különböző génje van, ebből 3, az rrn5, a trnMf(cau) és a trnP(ugg) 2-szer vagy 3-szor szerepel. Az rpl6 nem szerepel benne, ebben tér el a Coleochaetophyceae egyetlen korábban szekvenált tagjától, a Chaetosphaeridium globosumtól. Ebben van a zöldmoszat-mtDNS-ek közt a legtöbb intron.

### Plasztisz
Első szekvenált ptDNS-ű tagja a Chaetosphaeridium globosum, ennek ptDNS-ét is 2002-ben szekvenálták. Ebben 124 gén, 17 II-es csoportbeli és 1 I-es csoportbeli intron van, a génsorrend pedig hasonlít az embriós növényekére. Hossza 131 183 bp.

## Fordítás
- Ez a szócikk részben vagy egészben  a   Coleochaetophyceae című angol Wikipédia-szócikk ezen változatának fordításán alapul.  Az eredeti cikk szerkesztőit annak laptörténete sorolja fel. Ez a jelzés csupán a megfogalmazás eredetét és a szerzői jogokat jelzi, nem szolgál a cikkben szereplő információk forrásmegjelöléseként.
- Ez a szócikk részben vagy egészben  a   Coleochaetophyceae című francia Wikipédia-szócikk ezen változatának fordításán alapul.  Az eredeti cikk szerkesztőit annak laptörténete sorolja fel. Ez a jelzés csupán a megfogalmazás eredetét és a szerzői jogokat jelzi, nem szolgál a cikkben szereplő információk forrásmegjelöléseként.